# Caterina Mancini
Pour les articles homonymes, voir Mancini.
Caterina Mancini (née le 10 novembre 1924 à Genzano di Roma et morte le 21 janvier 2011 à Rome) est une soprano italienne qui s'est particulièrement illustrée dans les emplois de soprano dramatique colorature, notamment les opéras de jeunesse de Giuseppe Verdi.

## Biographie
Caterina Mancini commence sa carrière à Florence en 1948, dans le rôle de Giselda dans I Lombardi alla prima crociata, puis parait rapidement à Rome, Bologne, Florence, Venise, ainsi qu'aux Thermes de Caracalla et aux Arènes de Vérone. 
En 1951, année du cinquantenaire de la mort de Verdi, elle chante à la radio italienne (RAI) de nombreux opéras de ce dernier, Nabucco, Ernani, Attila, La battaglia di Legnano, Il trovatore, Aida. Cette même année, elle débute à La Scala de Milan, dans le rôle de Lucrezia Borgia de Donizetti. Elle chante aussi au Teatro San Carlo de Naples. 
Elle est invitée à l'étranger et chante à Lisbonne, Bilbao, Monte-Carlo, Nice, etc. Parmi les opéras dans lesquels elle s'illustra, on compte aussi Mosè in Egitto, Norma, Le Duc d'Albe, Un ballo in maschera, Don Carlo, La Gioconda, Cavalleria rusticana, etc.
Tenue, avec Anita Cerquetti, comme l'une des plus étonnantes sopranos coloratures dramatiques de l'après guerre 1939-45, alliant intensité et agilité. Toutes deux furent quelque peu occultées par la grande popularité de Maria Callas.

## Discographie sélective
- 1951. Nabucco, Paolo Silveri, Mario Binci, Antonio Cassinelli, Gabriella Gatti, Albino Gaggi, Licinio Francardi, Beatrice Preziosa. Chœur et Orchestre symphonique de la RAI de Rome. Direction : Fernando Previtali.

## Sources
- Roland Mancini et Jean-Jacques Rouveroux, Le guide de l'opéra, Fayard, 1995.